# ヴォルデマール・ポールセン
ヴォルデマール・ポールセン（丁: Valdemar Poulsen、1869年11月23日 - 1942年7月23日）は、デンマークの技術者。1898年に磁気針金録音機を発明したことで知られる。

## 業績

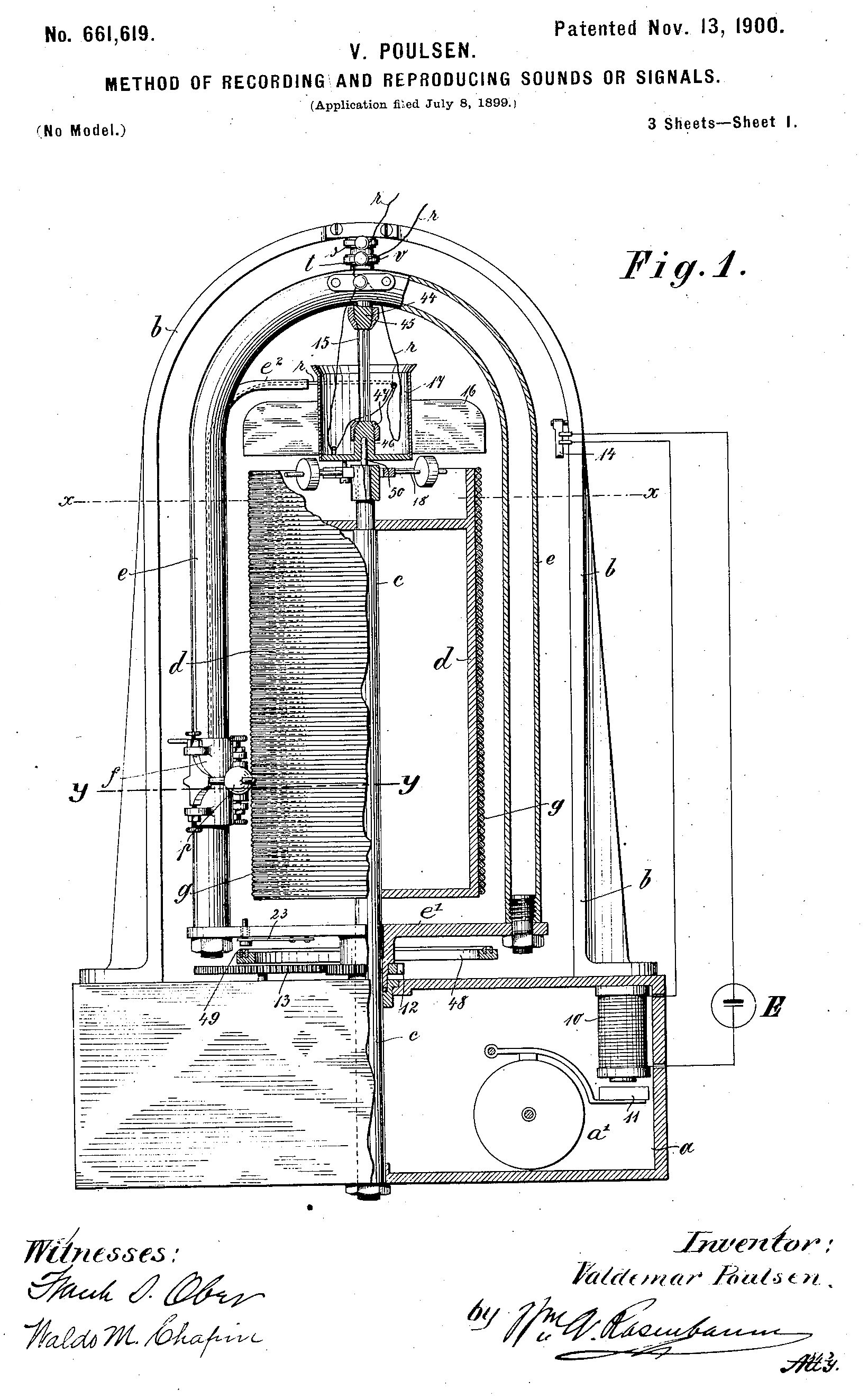
ポールゼンのアメリカでの磁気針金録音機の特許

1898年に自身の発明した「テレグラフォン（Telegraphone）」で、磁気記録の原理を明らかにした。磁気針金録音機もその後継である磁気テープ録音機も、磁性媒体を記録ヘッド上を通過させるという原理は同じである。録音すべき音を電気信号に変換し、それを録音ヘッドに供給すると、磁性媒体の磁化パターンがその信号に合わせて変化する。再生ヘッド（録音ヘッドと兼用でもよい）は針金やテープの磁場の変化を検出し、それを電気信号に変換する。
ポールセンはテレグラフォンの特許を1898年に取得し、助手のPeder O. Pedersenと共に鋼鉄製の針金、テープ、ディスクなどを媒体とした磁気録音機を開発した。これらの機器には増幅回路がなかったが、記録された信号は十分強く、ヘッドフォンで聴くこともできるし、電話線で送信することもできた。1900年のパリの万国博覧会で、ポールセンは皇帝フランツ・ヨーゼフ1世の声を録音する機会に恵まれ、これが現存する最古の磁気録音となっている。
ポールセンは1908年、アークコンバーターを開発し、「ポールセン・アーク送信機（Poulsen Arc Transmitter）」と名付けた。この技術は真空管が普及する以前には無線通信でよく使われた。1969年、ポールセンの栄誉を記念してデンマークの切手の肖像に採用された。
ヴォルデマール・ポールセン金メダルは、無線技術および関連分野の優れた研究に対して、デンマーク技術科学アカデミーが毎年授与していた。この賞は彼の生誕記念日である11月23日に授与され、ポールセン自身は1939年に第1回目に受賞している。この賞は1993年に廃止された。

## 特許
- アメリカ合衆国特許第 661,619号
- アメリカ合衆国特許第 961,645号
- アメリカ合衆国特許第 966,705号
- アメリカ合衆国特許第 929,487号
- アメリカ合衆国特許第 1,198,270号
- アメリカ合衆国特許第 788,728号
- アメリカ合衆国特許第 839,029号
- アメリカ合衆国特許第 1,059,391号
- アメリカ合衆国特許第 890,451号
- アメリカ合衆国特許第 789,449号
- アメリカ合衆国特許第 789,336号